# Самурай Чамплу
«Самурай Чамплу» (яп. サムライチャンプルー, Самурай Тямпуру, Samurai Champloo), стилізовано як SAMURAI CHAMPLOO — аніме-серіал, розроблений компанією Manglobe. У ньому представлені виробничі команди на чолі з режисером Сін'ітіро Ватанабе, дизайнером персонажів Кадзуто Накадзава та механічним дизайнером Махіро Маеда. Серіал вперше демонструвався з 20 травня 2004 року по 19 березня 2005 року на телеканалі Fuji Television. В Україні аніме транслювалося на каналі QTV у 2011—2012 роках.
Події серіалу відбуваються в альтернативній версії феодальної Японії періоду Едо (1603—1868), у якій поєднуються традиційні елементи з анахронізмами, зокрема з хіп-хопом. Серіал розповідає про пригоди дівчини Фуу, бродячого мечника Муґена та роніна Джина. Фуу рятує Муґена та Джина від страти, а потім просить їх допомогти їй у пошуках «самурая, який пахне соняшником». За структурою Самурай Чамплу схожий на дорожній фільм, він фокусується на толерантності та прийнятті меншин, що контрастують з навколишнім середовищем, а центральною темою є зображення та прийняття смерті.
Режисер Сін'ітіро Ватанабе почав планувати серіал у 1999 році, розробляючи персонажів та концепцію під час роботи над Cowboy Bebop: Knockin' on Heaven's Door та The Animatrix, розпочавши препродакшн у 2002 році. Музику до аніме написали хіп-хоп виконавці Шінджі Цучіда (Tsutchie) з Shakkazombie, Fat Jon, Nujabes і Force of Nature. Його виробництво було неструктурованим — сценарій зазнав численних змін, а Ватанабе запросив багато фахівців, щоб забезпечити високу якість анімації. Серіал був позитивно сприйнятий, особливо його музичний супровід та анімація, і мав комерційний успіх на Заході.

## Світ та теми
Режисер серіалу Сін'ітіро Ватанабе визначив центральну тему «Самурая Чамплу» як зображення та прийняття смерті. Ще однією темою серіалу стала індивідуальність та пошук власної неповторної ідентичності. Дія серіалу відбувається в Японії періоду Едо, приблизно через шістдесят років після закінчення періоду Сенґоку. Попри історичний характер, аніме не зосереджується на історичних деталях, окрім незначних включень та посилань. Свідома інклюзивність серіалу наголошує на культурному прийнятті та толерантності до меншин, включаючи корінний народ айнів, іноземців, гомосексуалів та християн (період Едо був часом, коли Японія була дуже структурованою, конформістською та ізоляціоністською). Через те, що сюжет аніме розгортається в епоху Едо та містить самурайську культуру і кодекс честі, Ватанабе побоювався, що серіал сприйматиметься націоналістичним, тому це спонукало його приділити увагу меншинам і толерантності.
Основним культурним впливом на аніме-серіал є субкультура хіп-хопу. Ватанабе був прихильником хіп-хопу ще зі шкільних років, а своїм першим знайомством з ним назвав пісню The Message гурту Grandmaster Flash and the Furious Five. Він порівнював самурайську культуру з хіп-хопом через схожу філософію самоідентифікації. Окрім своєї прихильності до хіп-хопу, Ватанабе значною мірою черпав натхнення для серіалу у творчості актора Кацу Сінтаро, зокрема, в його історичних драмах. Наративний підхід серіалу був натхненний звичкою Кацу знімати проекти без чітко визначеної сюжетної структури. Слово «Чамплу» в назві походить від назви окинавської страви чанпуру, що означає «щось змішане». Страви, зображені в серіалі, спочатку точно відповідали періоду Едо, але з часом їх перелік почав включати також анахронічні, такі як окономіякі.
Сюжет аніме побудований як дорожній фільм, з незначним зв'язком між окремими історіями до фінальної трисерійної арки, що контрастує з серіальною структурою його сучасників. Ватанабе, зокрема, називав фільми про сліпого самурая Затоїчі джерелом натхнення для цього стилю. Також на серіал вплинули фільми «Вихід Дракона» та «Брудний Гаррі». Один епізод був заснований на китайській концепції ці. Під час раннього планування тон серіалу був набагато серйознішим, після написання сценаріїв перших чотирьох епізодів його творці були стурбовані тим, що його тон стає похмурішим, що спонукало їх зробити більший акцент на комедії. У японських назвах епізодів використовуються ідіоми з чотирьох символів. Вони почерпнуті з різних джерел, зокрема з японських та західних приказок (назва першого епізоду Shippu Doto є японським перекладом німецької фрази Sturm und Drang), філософських концепцій (Inga Oho відсилає до прислів'я про роботу карми) і фрагментів класичних творів (назва епізоду Anya Koro відсилає до однойменного роману Наоя Сіги).

## Сюжет
Дівчина, на ім'я Фуу працює офіціанткою у чайній крамничці. Муґен пропонує випровадити купку неприємних клієнтів, які доставляють незручності Фуу, в обмін на 50 рисових кульок. Однак та не погоджується. Після цього Фуу своїми діями створює неприємну для себе ситуацію, проливши чай на сина префекта міста. В якості розплати син префекта наказує відрізати їй кілька пальців. Вона кричить, що дасть 100 рисових кульок, і Муґен її рятує. В той самий час Джин, стоїчний молодий ронін в одязі самурая, який вбив до цього трьох мечників мера, входить у чайну крамницю, не підозрюючи про те, що відбувається всередині. Муґен помилково приймає Джина за одного з людей префекта і нападає на нього. Вони починають боротися один проти одного і ненавмисно спричиняють смерть сина префекта. Їх схоплюють та засуджують до смертної кари, але Фуу рятує їх. Натомість вона просить їх піти з нею, щоб знайти «самурая, який пахне соняшником».
У фіналі всі троє прибувають до містечка Ікіцукі, де вони вступають у конфлікт з групою найманих вбивць, підісланих урядом, щоб убити «самурая, який пахне соняшником» Сейдзо Касумі — батька Фуу. Фуу шукала Касумі, щоб помститися за те, що він покинув її матір разом з нею, але вона відступає, оскільки він вже помирає від хвороби. Один з найманців вбиває Касумі, далі його долає Джин. Муґен та Джин б'ються на дуелі, їхні мечі ламаються, але вони вирішують далі не вбивати один одного, оскільки тепер вважають один одного друзями. Фуу дізнається, що її батько брав участь у Сімабарському повстанні й тому пішов з родини, щоб захистити її. Вона також виявляє, що збрехала про результат кидання монети, що ненадовго дратує Муґена та Джина. Оговтавшись від останньої сутички, трійка розходиться різними шляхами.

## Персонажі
Основний склад персонажів був створений Ватанабе, він хотів, щоб головні герої серіалу були дурними, незрілими та небезпечними, з «відтінком божевілля». Він описав Муґена і Джина як нестандартних людей, не зв'язаних правилами того часу. Їх дизайн був розроблений Накадзавою Казуто, який працював як художник і режисер над декількома проектами, включаючи Ashita no Nadja та аніме-сегменти з «Убити Білла. Фільм 1». Ранні ескізи персонажів більше відповідали смакам Накадзави, ніж побажанням продюсерської команди, що призвело до численних перероблень. Голосовий запис включав сесії з усіма трьома сейю, які озвучували головних героїв, разом, що іноді викликало певну напруженість через їхній різний досвід роботи.
Фуу (яп. フウ)
Сейю: Кавасумі Аяко 
Весела та енергійна дівчина, майстриня на всі руки, оскільки постійно перебивається підробітками: на початку серіалу вона працювала офіціанткою в чайній. У неї є домашня білка-летяга, на ім'я Момо. З усіх трьох головних персонажів особистість Фуу найменше змінилася порівняно з початковою концепцією, хоча дизайн її персонажа зазнав значних змін, щоб стати більш умовно красивим.
Муґен (яп. ムゲン)
Сейю: Накаї Казуя 
Нахабний і волелюбний бродячий мечник з островів Рюкю, який самотужки опанував техніку володіння мечем. Живучи з дитинства у суворій самотності, він з глибокою недовірою та зневагою ставиться до авторитетів і живе для того, щоб битися з сильними супротивниками. Ватанабе описав Муґена як уособлення «реперського ідеалу» самовираження. Його рюкюенське походження стало компонентою фокусування Ватанабе на інклюзивності та толерантності в наративі.
Джин (яп. ジン)
Сейю: Сато Гінпей 
Спокійний і стоїчний ронін, який блукає Японією після того, як був змушений убити свого вчителя, і тому носить окуляри, щоб замаскуватися. Він найкраще відчуває небезпеку і схильний ризикувати життям, щоб довести свою значущість. Він є майстром мудзюсінкена, стилю кенджюцу, створеного на початку періоду Едо Секіуном Харігайєю. Джин був створений на противагу Муґену, щоб не дати історії стати одновимірною. Початкова ідея Ватанабе, яку він відкинув, полягала в тому, щоб Джин був анархістом, а його особистість і дизайн мало змінилися під час виробництва.
Спочатку планувалося, що в серіалі також з'являться три напівпостійні персонажі. Це Рекку, голландець, який стверджує, що він японець; Коку, мандрівний священник, знайомий з минулим Джина і Сара, жінка-ніндзя, яка закохається в Муґена. У результаті їхні ролі були зведені до одноразових появ, а версії персонажів збереглися. Рекку став персонажем Джоджі у серії «Розшукується іноземець», священник з'явився у «Смертельне божевілля», а Сара стала центральним персонажем в «Жалібні пісні». Також в аніме з'являються історичні постаті або персонажі, натхненні історичними персонами, наприклад, художник Хішікава Моронобу; Джоджі, який є художньою версією голландського японіста Ісаака Тітсінга; художня версія американського бейсболіста Александра Картрайта; Ухорі Андо, який є прямим відсиланням до Енді Воргола.

## Виробництво
«Самурай Чамплу» став дебютним телевізійним продуктом анімаційної студії Manglobe, заснованої 2002 року. Анімацію опенінгу створила студія Madhouse. Продюсерський комітет для підтримки проекту був сформований Сасакі Шіро з Victor Entertainment у партнерстві з Tokuma Shoten та північноамериканською компанією Geneon Entertainment. Ватанабе виступив режисером серіалу. Кобаяші, Сасакі, Міцуґі Санае та Ґото Хідекі стали плановими та виконавчими продюсерами, а продюсерами — Хамано Такатоші, Кочіяма Такаші та Сатомі Тецуро.
Сюжет придумали Сіндзі Обара та Цуцумі Юкіхіко з Office Crescendo, а сценарій написали Обара, Сато Дай, Мачіда Тоуко, Нобумото Кейко, Такагі Сейко, Сугі Рьота та Ватанабе. Накадзава написав сценарій 15-ої серії та розкадрував її. Також він виступив у ролі дизайнера персонажів та головного режисера анімації. Художником-постановником став Вакі Такеші, режисером розкадровки — Акане Кадзукі, а над кольором працював Судзукі Ері. Додаткових персонажів створив Коморі Хідето. Дизайн зброї був розроблений за участю Маеди Махіро та виконавчого директора Manglobe Окамото Хідеро. Режисером-постановником виступив Ямада Кадзухіро, а головним редактором — Какесу Сюїчі. Численні запрошені фахівці також були залучені до роботи над різними епізодами як художники або режисери анімації, зокрема Мурасе Шуко, Йошімото Такеші, Накамото Наоко, Хіроюкі Імаіші та Окамура Тенсай.

### Концепція та розробка
Концепцію «Самурая Чамплу» започаткував Ватанабе у 1999 році, відомий на той час своєю роботою над аніме-серіалом Cowboy Bebop. Він хотів створити серіал, протилежний переважно спокійній та зрілій атмосфері Cowboy Bebop, прагнучи повної зміни через втому від роботи над цим проектом протягом тривалого періоду. Успіх Cowboy Bebop дозволив йому розробити все, що він хотів, для свого наступного проекту. Як і в інших своїх проектах, він черпав натхнення в музиці, а потім підбирав під неї наратив. Його підхід полягав у поєднанні двох улюблених речей — класичних самурайських пригодницьких фільмів і серіалів та хіп-хоп музики — в одній роботі. Створення «Самурая Чамплу» довелося відкласти через зайнятість Ватанабе в проектах Cowboy Bebop: Knockin' on Heaven's Door та The Animatrix. Кобаяші запросив Ватанабе попрацювати над оригінальним проектом у Manglobe, коли компанія була заснована в лютому 2002 року, і Ватанабе надіслав пропозицію цього серіалу у травні того ж року. Пропозиція включала основні концепції серіалу та ескізи головних героїв. Ватанабе запросив Накадзаву на роботу, оскільки був фанатом його творчості та хотів мати можливість попрацювати з ним. Обара, більш відомий своєю роботою над художніми фільмами та телевізійними драмами, був залучений через спільного друга з Office Crescendo.
Трисерійний фінал не був запланований заздалегідь, він з'явився природним чином як частина дизайнерського підходу. У процесі роботи над проектом Ватанабе наполягав на тому, щоб відмовитися від структурованого підходу, за винятком головних героїв і передумов, Обара погодився з новим підходом. Відсутність структури означала, що оповідь серіалу будувалася по частинах, з невеликою кількістю сюжетних деталей, вирішених заздалегідь. Долі трьох персонажів також були невизначеними на цьому етапі. Спочатку Ватанабе планував, що всі троє виживуть, але в якийсь момент команда вирішила, що Джин і Муґен помруть у двох останніх епізодах. На ранніх етапах Ватанабе навіть не знав, хто такий «самурай, який пахне соняшником». Через такий підхід підготовчий період до виробництва серіалу тривав рік. Ватанабе мав значний творчий контроль і внесок, у тому числі щодо вибору та редагування музики.
Перший епізод довго шліфували, завершивши приблизно на початку 2004 року, але він і наступні епізоди мали вищу якість анімації, ніж інші серіали того часу. Це пояснюється робочим середовищем Manglobe, що дозволяє легко спілкуватися між співробітниками, а також пристрастю Ватанабе до проекту, яка спонукала відомих працівників з інших відомих аніме-проектів приєднатися до команди. Нестандартний стиль виробництва змусив деяких членів команди, включно з Сасакі, скептично поставитися до того, що серіал буде завершено. Для зведення звуку Ватанабе хотів отримати такий самий підхід та якість, як і в Cowboy Bebop: Knockin' on Heaven's Door, тому залучив звукорежисера Ябухару Масаші, який працював разом з Канно Йоко над звуковим оформленням Cowboy Bebop. Сцени бою були поставлені так, щоб виглядати більш реалістично, ніж в інших історичних драмах, які показували зіткнення мечів так, що в реальності вони могли б посіктися. Для кожного епізоду була створена унікальна обкладинка відповідно до його тематики та змісту. Гравюри на дереві із зображенням персонажів, розроблені колишньою авторкою сьодзьо-манґи Анною Цубакі, демонструвалися в різних частинах серіалу. Накадзава створив ілюстрації до реклами для спонсорів.

### Сценарій та художнє оформлення
«Самурай Чамплу» був першою роботою Обари Сіндзі над аніме-серіалом, Ватанабе приписує йому внесення нового стилю оповіді та темпу в серіал. Сато Дай вже працював з Ватанабе над проектом Макросс Плюс. Наради зі створення сценарію були надзвичайно довгими, починаючи з синопсису і закінчуючи остаточним варіантом, а також розмовами на сторонні теми, які іноді були включені в сюжет того чи іншого епізоду. Завдяки репутації Ватанабе та успіху його проектів на Заході, аніме створювалося з думкою про західну аудиторію та розрахунком на те, що воно матиме більший успіх за межами Японії. Це призвело до більш відвертих відсилань до західної культури. Персонаж найманого вбивці, який з'являється у другому епізоді, мав також з'явитися у фіналі, але цього не сталося через брак часу та мало хто з глядачів запам'ятав би його попередню появу.
Накадзава мав проблеми з тим, щоб відчути персонажів, а дизайн Муґена все ще перебував на стадії коригування, коли розпочалося виробництво першого епізоду. Для анімації бойового стилю Муґена команда використала гімнастичні кадри як еталон, а також включила рухи брейкдансу. Для Джина Накадзава «проігнорував усі умовності» бою на мечах і зробив його стиль бою непослідовним протягом усього серіалу, взявши за основу його реакції та тактику єдиноборств. Він порушував традиції анімації, щоб змусити ці прийоми працювати, збиваючи з пантелику команду аніматорів. Вакі Такеші після приєднання до команди під час виробництва першого епізоду отримав інструкцію створювати екстремальні перепади світла і темряви в сценах, створюючи реалістичне враження часів, коли штучні джерела світла були дефіцитними та дорогими. Підхід до анімації, що не має всеохоплюючого плану, був описаний як відображення нонконформістських якостей головних героїв.
Накадзава розробив чоловіче кімоно, надихаючись спортивним дизайном таких брендів, як Adidas і Puma. Багато другорядних персонажів були розроблені на основі акторів, що озвучували серіал, та співробітників компанії. Під час виробництва другої частини серіалу Накадзаві ставало дедалі важче розробляти дизайн другорядних персонажів, тому він залучив Коморі Хідето. Маеда Махіро був залучений для розробки дизайну зброї, коли планувалося мати сильних антагоністів з унікальною зброєю, але план так і не був реалізований, і коли Маеда перейшов до роботи над Gankutsuou: The Count of Monte Cristo, робота над дизайном перейшла до Окамото Хідеро. Сато запропонував включити графіті, щоб ще більше посилити естетику і тон хіп-хопу. Він також запропонував включити посилання на Енді Воргола та Жана-Мішеля Баскія.

### Музика
Музику для «Самурая Чамплу» спільно написали Шінджі Цучіда (Tsutchie) з Shakkazombie, Fat Jon, Nujabes і Force of Nature. Всі вони були виконавцями жанру хіп-хоп, а Цучіда був другом Ватанабе. Відкриваюча тема «Battlecry» була створена Nujabes, а Shing02 написав слова і заспівав. Фінальні теми створили Мінмі, Кадзамі та Рікі Азума. Фінальною темою останнього епізоду стала пісня «San Francisco», ліцензована у реперського гурту Midicronica.
Музика з «Самурая Чамплу» була випущена на чотирьох компакт-дисках протягом 2004 року компанією Victor Entertainment під лейблом JVC. Перші два альбоми, Masta та Departure, вийшли 23 червня. Departure містить треки Nujabes та Fat Jon, а також фінальну тему Мінмі, тоді як Masta включає роботи від FORCE OF NATURE та Tsutchie, в тому числі «You». Наступні два альбоми, Playlist і Impression, вийшли 22 вересня. Playlist повністю присвячений творчості Tsutchie, включаючи «Fly». Impression об'єднав треки Nujabes, Fat Jon і Force of Nature, а також містить композицію «Who's Theme».

## Сприйняття
Північноамериканський DVD-реліз «Самурая Чамплу» мав комерційний успіх. Останні диски увійшли до десятки найбільш продаваних DVD-дисків з аніме за версією Nielsen VideoScan у середині січня 2006 року. На сайті рецензій Rotten Tomatoes аніме має рейтинг 89 % на основі дев'яти рецензій. Релізи на Заході отримали позитивні відгуки щодо якості візуального та звукового супроводу, хоча був відзначений брак додаткового матеріалу.
Таша Робінсон у рецензії на перший англомовний DVD-реліз для Sci-Fi Weekly висловила занепокоєння з приводу схожості початкового епізоду на Cowboy Bebop. В аналогічній рецензії для Play Magazine Дейв Галверсон відзначив, що йому сподобалася історія, і похвалив анімацію та дизайн персонажів без особливих коментарів. Тодд Дуглас з DVDTalk відзначив просту передумову історії і також йому сподобався сюжет кожного епізоду. Він високо оцінив взаємодію головних героїв та стиль серіалу. Нік Браун з THEM Anime був менш позитивним, критикуючи слабкі багатосерійні історії та нерівномірне ставлення до серйозних культурних питань, хоча йому сподобався гумор, який породжували головні актори. Сальван Бонамініо з The Escapist назвав головних героїв стереотипними, дорікнув забутими другорядними персонажами та назвав багато епізодів, включно з фіналом, непереконливими. Джеймс Бекетт з Anime News Network був у захваті від головних героїв, але негативно відгукнувся про брак згуртованості в серіалі, а також різко розкритикував часті викрадення Фуу для сюжетних цілей як такі, що завдають шкоди її персонажу. Музика отримала загальну похвалу за використання та стиль.
У своїй ретроспективній статті про Geneon Entertainment 2007 року Девід Сміт з IGN назвав його одним з найкращих аніме, виданих компанією за час її існування, зазначивши, що воно було майже досконалим у тому, що робило, і вирізнялося з-поміж інших творів Geneon. Майк Дент з Otaku USA Magazine, пишучи у 2015 році, похвалив музику серіалу за те, що вона додає атмосфери кожному епізоду, на додачу до якості анімації та сценарію. У ретроспективі 2019 року для Anime News Network Метью Роу стверджує, що «суміш естетики хіп-хопу та класичних самурайських тропів здається більш незграбною, ніж легке поєднання джазу та наукової фантастики Bebop», і далі критикує брак емоційного резонансу, але відчуває, що режисура Ватанабе та Манґлобе підтримала серіал. Рубен Барон з The Verge у статті 2021 року про творчість Ватанабе назвав «Самурай Чамплу» другою найпопулярнішою роботою режисера після Cowboy Bebop, назвавши її гумор та тематику позитивними рисами. Музичний супровід серіалу посів десяте місце серед «десяти найкращих тем і саундтреків до аніме всіх часів» за версією журналу IGN.